# Governo Gérard
Il Governo Gérard è stato in carica in Francia dal 18 luglio al 29 ottobre 1834, per un totale di centoquattro giorni.

## Cronologia
- Luglio 1834: i ministri Adolphe Thiers e Guizot, insoddisfatti dell'atteggiamento del primo ministro Soult, danno vita a una crisi di governo circa la "questione algerina", con Sault che propende per un mantenimento del governo militare e Guizot e Thiers che ne supportano uno civile.
- 18 luglio 1834: di fronte all'avversione del resto del gabinetto, Soult rassegna le dimissioni al sovrano, che prontamente lo sostituisce con un'altra "spada illustre" a lui vicina, ovvero il generale Gérard.
- Luglio 1834: il primo ministro Gérard e il Terzo Partito entrano in conflitto con il centro-destra circa la volontà del primo di amnistiare gli esponenti della rivolta dei Canuts.
- 27 luglio 1834: cessa l'amministrazione militare dell'Algeria francese; il generale D'Erlon viene nominato primo governatore civile.
- 10 settembre 1834: viene creato il corpo Spahis nell'Algeria francese.
- 29 ottobre 1834: il primo ministro Gérard, messo in minoranza dal centro-destra circa la questione dell'amnistia, rassegna le dimissioni al sovrano Luigi Filippo.
- 4 novembre 1834: il centro-destra invita i suoi ministri ad abbandonare simbolicamente i ministeri del governo dimissionario; solo il guardasigilli Persil rimane in carica.
- 10 novembre 1834: di fronte alla duplice antipatia verso il centro-destra e il centro-sinistra, Luigi Filippo nomina provocatoriamente un governo guidato da Hugues-Bernard Maret, composto interamente da membri del Terzo Partito.

## Consiglio dei Ministri
Il governo, composto da otto ministri (oltre al presidente del consiglio), vedeva partecipi:
| Carica                                | Titolare | Titolare               | Partito       |  |
| ------------------------------------- | -------- | ---------------------- | ------------- |  |
| Presidente del Consiglio dei Ministri |          | Étienne Maurice Gérard | Terzo Partito |  |
|                                       |          |                        |               |  |
| Ministro degli Affari Esteri          |          | Henri de Rigny         | Centro-destra |  |
| Ministro dell'Interno                 |          | Adolphe Thiers         | Centro-destra |  |
| Ministro della Giustizia              |          | Jean-Charles Persil    | Centro-destra |  |
| Ministro della Guerra                 |          | Étienne Maurice Gérard | Terzo Partito |  |
| Ministro della Marina e delle Colonie |          | Louis Jacob            | Nessuno       |  |
| Ministro delle Finanze                |          | Georges Humann         | Centro-destra |  |
| Ministro della Pubblica Istruzione    |          | François Guizot        | Centro-destra |  |
| Ministro del Commercio                |          | Tanneguy Duchâtel      | Centro-destra |  |